# Nos miran
Nos miran es una película española dirigida por Norberto López Amado.

## Argumento
Juan García (Carmelo Gómez), un inspector de policía de reconocido prestigio, se enfrenta al caso más inquietante de su carrera. Se trata de la desaparición de un importante empresario, que esconde tras de sí un misterio mucho mayor del que está dispuesto a aceptar.
Pronto descubre que todas aquellas personas que un día se marcharon sin dejar rastro, esconden un terrible secreto relacionado con los terrores e inquietudes de su propio pasado. El policía vuelve así a encontrarse con un mundo ya olvidado, un mundo lleno de sombras, de seres que nos manipulan... y nos miran.